# Rottweiler
Pour les articles homonymes, voir Rottweiler (film) et Bouvier.

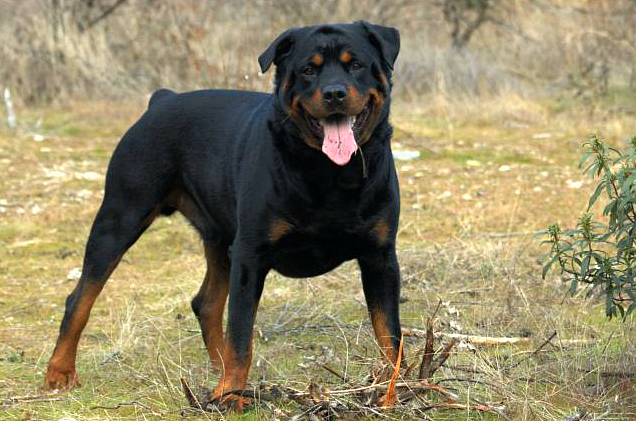
Photo d'un rottweiller.

Le rottweiler ou bouvier allemand est une race de chien originaire d'Allemagne, utilisée historiquement pour garder les troupeaux et effectuer des missions de défense de son maître.
Le standard du Rottweiler admet un écart de taille de 7 cm entre la taille la plus petite et la plus grande (61 à 68 cm pour les mâles et 56 à 63 cm pour les femelles), on peut donc parler de sujets de petite, moyenne ou de grande taille.

## Origine

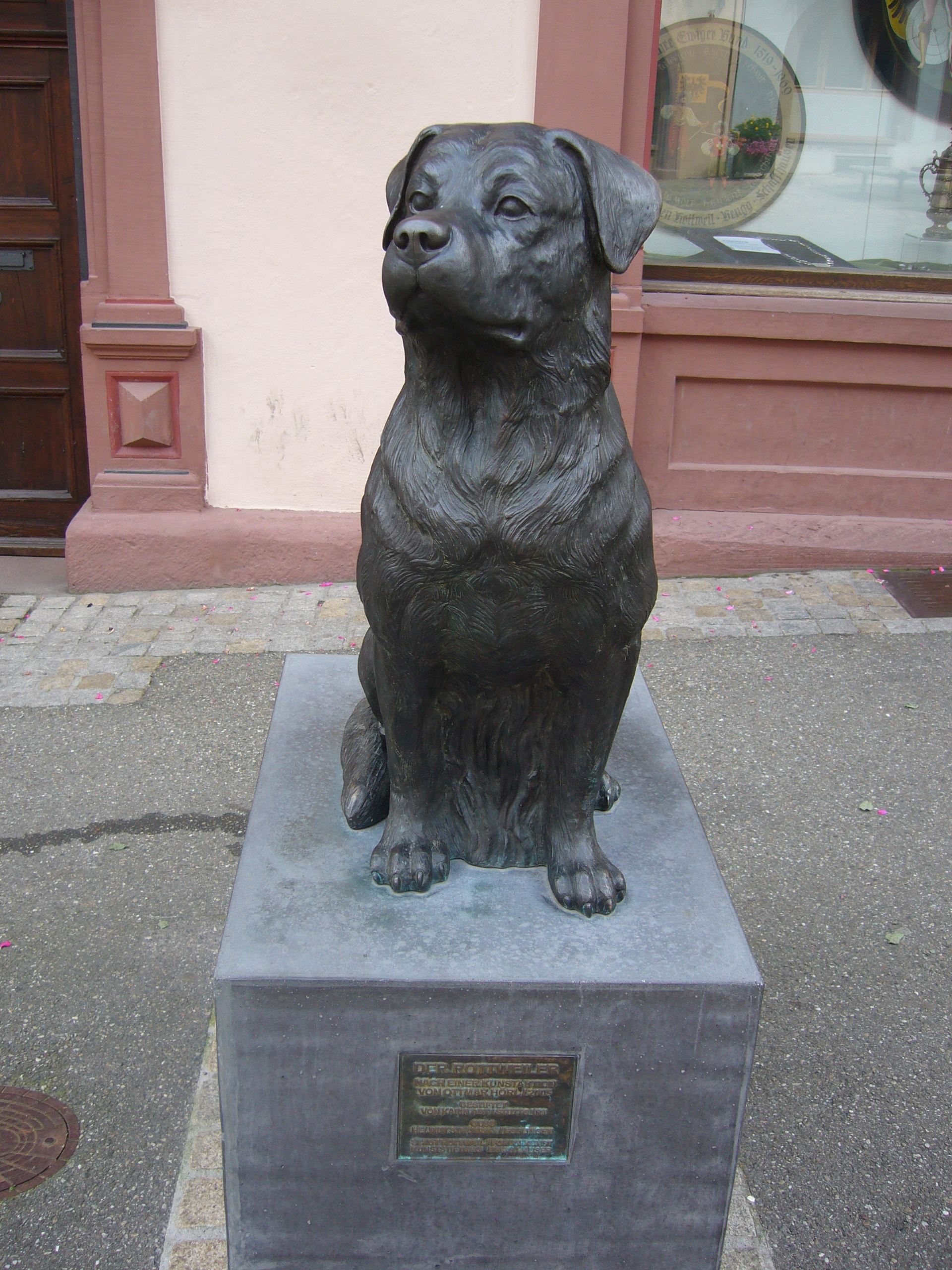
Rottweiler mémorial à Rottweil (Allemagne).

À l'époque romaine, des mâtins, ancêtres des rottweilers du XXIe siècle, gardent le bétail destiné à nourrir les légionnaires pendant les grandes campagnes militaires. Une fois les Alpes passées, les Romains progressent jusqu'en Germanie, où ils installent des garnisons, notamment à Rottweil, dans la région du Wurtemberg. Au Moyen Âge, Rottweil devient une ville très prospère, avec une forte activité commerciale. C'est à ce moment que l'on retrouve l'ancêtre du rottweiler sous le nom de metzgerhund (littéralement « chien de boucher »), parce qu'à l'époque il accompagne justement les bouchers, faisant office de bouvier (garde et conduite des bœufs) et de chiens de garde pour les maîtres.
Avec le temps, la race devient plus homogène et c'est à la fin du XIXe siècle qu'apparaît le nom de rottweiler ou bouvier allemand, alors qu'il est présenté à une exposition en 1892. L'interdiction du transport de bétails étant décrétée au début du XXe siècle, le rottweiler perd son emploi et manque de disparaître. Mais il obtient sa « reconversion » pendant la Première Guerre mondiale dans le domaine militaire, ainsi qu'à la ferme. Sur le plan international, le rottweiler a d'abord conquis les États-Unis entre les deux guerres, où il a été reconnu en 1935, alors qu'il a fallu attendre 1966 pour le voir en Angleterre et les années 1970 en France. Actuellement on peut dire qu'il a rattrapé son retard puisqu'il est quatrième au « hit-parade » des naissances en France.
Étant donné son succès et la production de masse, la race est touchée par des problèmes de dysplasie, des troubles osseux et l'entropion (enroulement des paupières vers l'intérieur).

## Catégorie
- Groupe : Groupe 2, Chiens de type Pinscher et Schnauzer - Molossoïdes - Chiens de montagne et de bouvier suisse
- Section : Section 2 (Molossoïde)

## Standard
Le rottweiler est un chien de type molossoïde de taille moyenne à grande. Les mensurations admises par le standard de la race vont de 61 à 68 cm pour les mâles et de 56 à 63 cm pour les femelles. Son poids moyen est de 42 kg pour les femelles et de 50 kg pour les mâles. En tant que chien de travail, il ne doit pas dépasser les 60 kg. Cependant le poids n'est pas mentionné au standard.
Le rottweiler est un chien solide, au corps bien musclé. C'est un chien ni pesant ni léger mais bien proportionné. Il évoque la force, la souplesse et l'endurance.
La robe est formée par le poil de couverture et le sous-poil. Le poil de couverture est de longueur moyenne, dur au toucher, lisse et bien serré contre le corps. Le sous-poil ne doit pas dépasser le poil de couverture. Les poils sont un peu plus longs aux membres postérieurs. Noire, avec des marques feu bien délimitées d’un ton brun-roux soutenu sur les joues, le museau, le dessous du cou, le poitrail, les membres ainsi qu’au-dessus des yeux et en dessous de la racine de la queue.

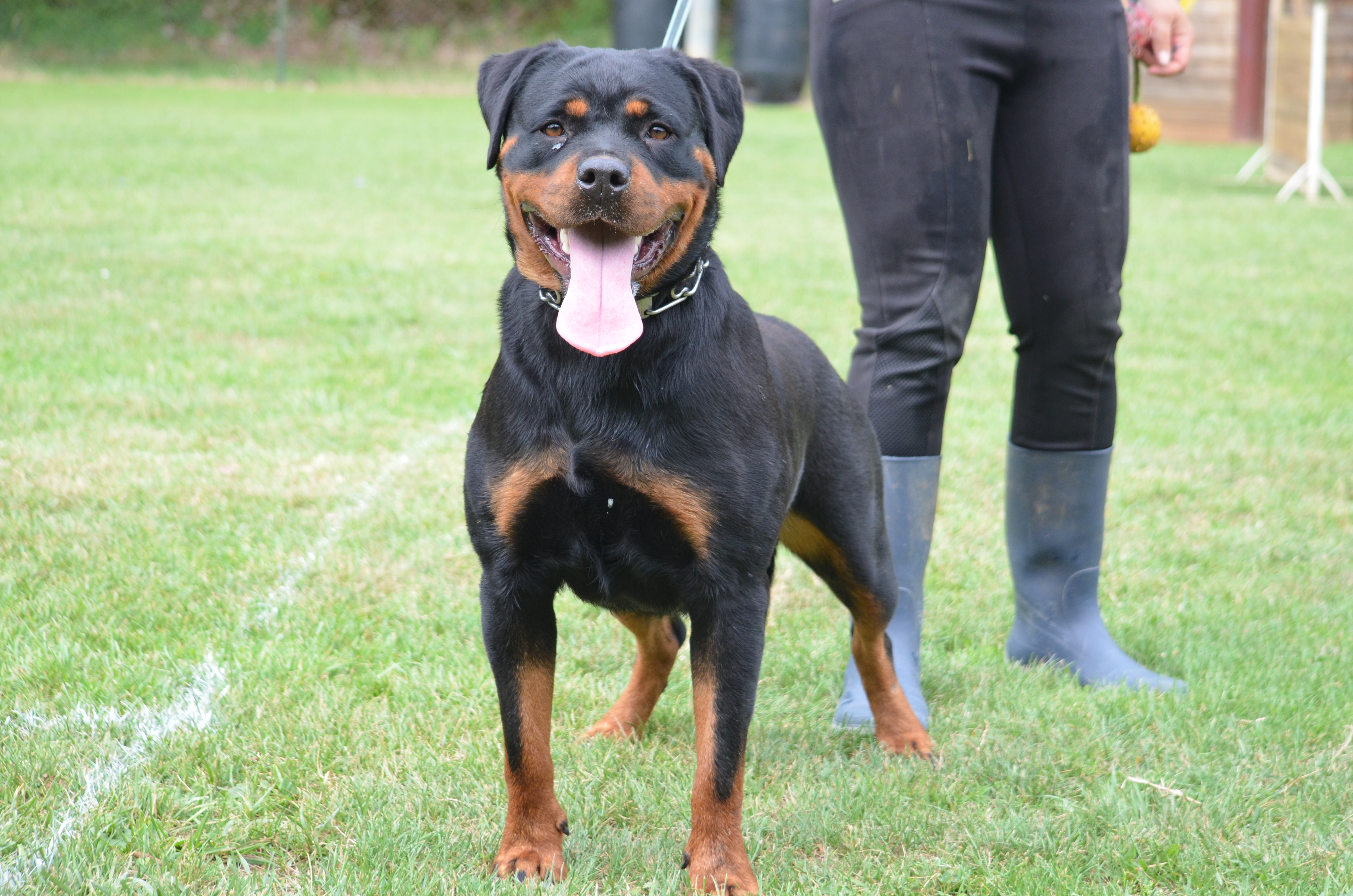
Rottweiler.

Le standard admis par la Fédération cynologique internationale (FCI) le définit comme étant :

« un chien robuste de taille moyenne à grande, ni lourd, ni léger, ni haut sur pattes, ni levretté. De proportions harmonieuses, son aspect trapu et vigoureux laisse présager force, souplesse et endurance. »

## Santé

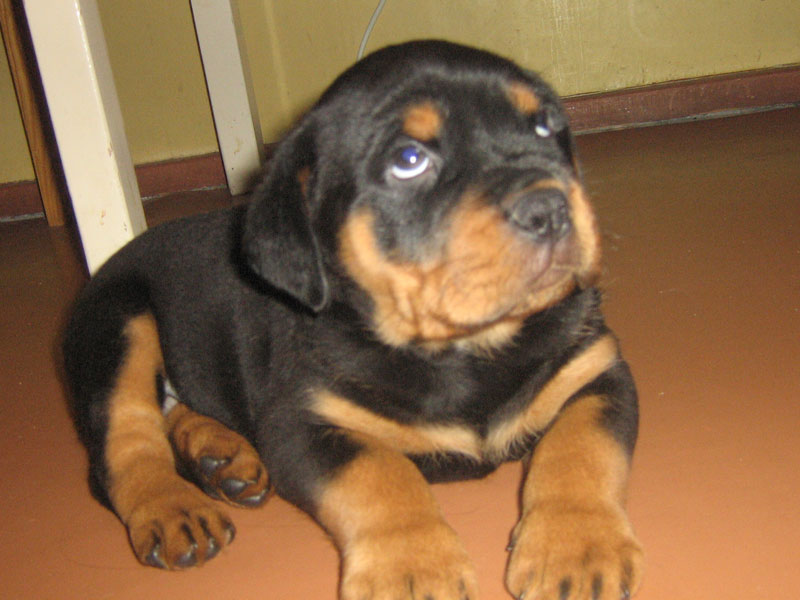
Chiot rottweiler.

Avec une espérance de vie qui oscille entre 9 et 12 ans, le rottweiler a une santé correcte pour un chien de sa taille. Par contre, les maladies articulaires sont très fréquentes, avec 20,5 % des chiens souffrant de dysplasie de la hanche et 41 % souffrant de dysplasie du coude. Les maladies cardiaques, le cancer et l'hypothyroïdie (fréquence de 14 % chez le rottweiler) sont aussi à surveiller.

## Législation
En Suisse, certains cantons, notamment Genève, interdisent la reproduction et l'acquisition de rottweilers, ainsi que d'autres races considérées comme dangereuses.
En France, la loi du 6 janvier 1999, sur les chiens dits dangereux, classe le rottweiler dans la catégorie no 2, c'est-à-dire « les chiens de garde et de défense ». Ainsi sont obligatoires l'identification par une puce sous-cutanée ou un tatouage, la vaccination contre la rage, une attestation d'assurance responsabilité civile, un certificat d'aptitude, une déclaration à la mairie et le permis de détention. En outre, le chien doit porter une muselière et être tenu en laisse par une personne majeure sur la voie publique. Les mineurs, les majeurs sous tutelle, les personnes ayant un bulletin no 2 du casier judiciaire et les personnes auxquelles la garde d'un chien a été retirée ne sont pas autorisés à détenir un rottweiler. Une absence de permis de détention du chien sera punie avec une amende pouvant égaler un montant de 750 €. Le propriétaire dispose de huit jours pour exécuter la demande du maire, sinon le chien peut être saisi. De plus, si le propriétaire ne présente aucun document lors d'un contrôle de police, celui-ci doit  payer une amende de 450 €, le même montant qu'un oubli de vaccin contre la rage sur le chien en question.